# Курвелу (микрорегион)

Курвелу на карте.

Курвелу (порт. Microrregião de Curvelo) — микрорегион в Бразилии, входит в штат Минас-Жерайс. Составная часть мезорегиона Центр штата Минас-Жерайс. Население составляет 150 701 человек (на 2010 год). Площадь — 13 741,153 км². Плотность населения — 10,97 чел./км².

## Демография
Согласно сведениям, собранным в ходе переписи 2010 г. Национальным институтом географии и статистики (IBGE), население микрорегиона составляет:						
| Полное население                             | Полное население                             | Полное население                             | Полное население                             | 150 701 |
| -------------------------------------------- | -------------------------------------------- | -------------------------------------------- | -------------------------------------------- | ------- |
| в том числе:                                 | Городское население                          | 124 478                                      | Процент городского населения, %              | 82,60   |
|                                              | Сельское население                           | 26 223                                       | Процент сельского населения, %               | 17,40   |
|                                              | Мужское население                            | 74 383                                       | Процент мужского населения, %                | 49,36   |
|                                              | Женское население                            | 76 318                                       | Процент женского населения, %                | 50,64   |
| Плотность населения, чел/км²                 | Плотность населения, чел/км²                 | Плотность населения, чел/км²                 | Плотность населения, чел/км²                 | 10,97   |
| Население микрорегиона в % к населению штата | Население микрорегиона в % к населению штата | Население микрорегиона в % к населению штата | Население микрорегиона в % к населению штата | 0,77    |

## Статистика
- Валовой внутренний продукт на 2003 год составляет 550 258 292,00 реалов (данные: Бразильский институт географии и статистики).
- Валовой внутренний продукт на душу населения на 2003 год составляет 3751,87 реал (данные: Бразильский институт географии и статистики).
- Индекс развития человеческого потенциала на 2000 год составляет 0,728 (данные: Программа развития ООН).

## Состав микрорегиона
В составе микрорегиона включены следующие муниципалитеты:
1. Аугусту-ди-Лима
2. Буэнополис
3. Коринту
4. Курвелу
5. Фелисландия
6. Инимутаба
7. Жоакин-Фелисиу
8. Монжолус
9. Морру-да-Гарса
10. Президенти-Жуселину
11. Санту-Иполиту